# Gruchla
Gruchla – jedna z dzielnic Myszkowa we wschodniej części miasta, głównie wzdłuż ulicy o tej samej nazwie.

## Historia
Gruchla była początkowo młynem należącym do Włodowic. Od 1867 wchodziła w skład gminy gminie Włodowice, początkowo należącej do powiatu będzińskiego, a od 1 stycznia 1927 do zawierciańskiego. 1 października 1927, jako część Ciszówki, włączono ją do utworzonej trzy lata wcześniej gminie Myszków. W II RP gmina Myszków przynależała do woj. kieleckiego. 4 listopada 1933 gminę Myszków podzielono na dziewięć gromad. Wieś Ciszówka wraz z osiedlem Gruchla ustanowiły gromadę o nazwie Ciszówka w gminie Myszków.
Podczas II wojny światowej włączone do III Rzeszy. Po wojnie gmina Myszków przez bardzo krótki czas zachowała przynależność administracyjną, lecz już 18 sierpnia 1945 roku została wraz z całym powiatem zawierciańskim przyłączone do woj. śląskiego. Według stanu z 1 kwietnia 1949 gmina Myszków podzielona była nadal na pięć gromad: Ciszówka (z Gruchlą), Mijaczów, Myszków Nowy, Myszków Stary i Pohulanka.
W związku z nadaniem gminie Myszków status miasta 1 stycznia 1950, Gruchla utraciła swoją samodzielność, stając się obszarem miejskim. Rok później, 1 stycznia 1951, do Myszkowa włączono także pustkowie o nazwie Gruchla, które od 1924 roku pozostawało w gminie Włodowice.
Na początku lat 1950. funkcjonowała odrębna gromada o nazwie Bory-Grochla w granicach gminy Włodowice, z siedzibą w Borach, włączonych do Myszkowa dopiero 1 stycznia 1958.